# Indergarh
Indergarh là một thị xã và là một nagar panchayat của quận Datia thuộc bang Madhya Pradesh, Ấn Độ.

## Nhân khẩu
Theo điều tra dân số năm 2001 của Ấn Độ, Indergarh có dân số 14.596 người. Phái nam chiếm 54% tổng số dân và phái nữ chiếm 46%. Indergarh có tỷ lệ 63% biết đọc biết viết, cao hơn tỷ lệ trung bình toàn quốc là 59,5%: tỷ lệ cho phái nam là 71%, và tỷ lệ cho phái nữ là 53%. Tại Indergarh, 16% dân số nhỏ hơn 6 tuổi.